# Gunnar Tilander
Artur Gunnar Tilander (Tranemo, Västra Götaland, 22 de juliol de 1894 - Ulricehamn, Västra Götaland, 13 de juny de 1973) fou un romanista suec, especialitzat en la filologia hispànica.

## Vida
Tilander obtingué la llicenciatura en Filosofia el 1921 i el doctorat el 1923 amb una tesi intitulada Remarques sur le Roman de Renart. Fou professor de secundària a Saltsjöbaden de l'any 1923 al 1926. I el 1927 esdevingué professor associat de lingüística romànica a la Universitat de Lund; des de 1937 fou catedràtic de Filologia Romànica a la Universitat d'Estocolm, lloc que mantingué durant 23 anys. Durant la seva carrera feu nombrosos viatges de recerca per països europeus, entre els quals França, Espanya, Portugal i altres països de parla no romànica.
La seva especialitat fou la filologia hispànica i edità nombrosos textos medievals; particularment edità textos jurídics hispànics medievals (com el Vidal Mayor o els Fueros de la Novenera navarresos) i també nombrosos tractats medievals de caça i falconeria tant hispànics com francesos, cosa que el convertí en un expert en el lèxic de la caça en les llengües romàniques medievals.
De 1945 a 1966 fou editor de la col·lecció Studia romanica Holmiensia.
Per la seva contribució a l'estudi de l'aragonès medieval fou investit doctor honoris causa per la Universitat de Saragossa el 1960 i també per les de Montpeller (1948) i Uppsala (1962). Fou membre corresponent de l'Acadèmia de Bones Lletres de Barcelona des de 1956 i també de l'Acadèmia espanyola i de l'Accademia dei Lincei.
A la seva mort, la seva gran biblioteca fou llegada a la Biblioteca Nacional sueca.

## Obra

### Autor
- Lexique du Roman de Renart, Göteborg 1924, Ginebra 1984
- Lexique du Roman de Renart (1924)
- Notes sur le texte du Roman de Renart (1924)
- Le traité de fauconnerie de l'empereur Frederic II (1926)
- Glanures lexicographiques, Lund 1932
- Essais d'étymologie cynégétique, Estocolm 1953
- Nouveaux essais d'étymologie cynégétique, Estocolm 1957
- Mélanges d'étymologie cynégétique, Estocolm 1958
- Nouveaux mélanges d'étymologie cynégétique, Estocolm 1961
- Stång i vägg och hemlighus. Kulturhistoriska glimtar från mänsklighetens bakgårdar (Geschichte des Abtritts), Stockholm 1968
- Littré et Remigereau comme lexicographes et Miscellanea cygenetica, Estocolm 1968
- Älskog och dess dråpliga följder för den fria tolkningen, förordet och bildurvalet svarar, Estocolm 1969
- Spelman Necken och Krog-Lisa. Glimtar från livet i fattigsverige kring sekelskiftet, Estocolm 1976

### Editor i traductor
- Henri de Ferrières, Les maîtres de la vénerie 1. Le livre de chasse du roy Modus, París 1931
- Les manuscrits des livres du roi Modus et de la reine Ratio, Lund 1932
- Los fueros de Aragón, Lund 1937
- Leges hispanicae medii aevi. 2, Los fueros de la Novenera, Uppsala 1951
- Vidal mayor. Traducción aragonesa de la obra in excelsis Dei thesauris de Vidal de Canellas, 3 volums, Lund 1956
- La Vénerie de Twiti. Le plus ancien traité de chasse écrit en Angleterre, Estocolm 1956
- Guicennas, De arte bersandi. Le plus ancien traité de chasse de l'Occident, Estocolm 1956
- (traductor) Mickel räv (Roman de Renart), Estocolm 1958
- Jacques de Brézé, La chasse. Les dits du bon chien Souillard et Les louanges de Madame Anne de France, Estocolm 1959
- La chace dou cerf, éditée et traduite en français moderne par Gunnar Tilander, Estocolm, Offset-Lito, 1960
- Dagbok skriven av en skaradjäkne från Borås 1695, Skara 1963
- Dancus Rex, Guillelmus falconarius. Gerardus falconarius. Les plus anciens traités de fauconnerie de l'Occident, Estocolm/París 1963
- Boke of huntyng, Estocolm/París 1964
- Traité de fauconnerie italien inconnu, Estocolm 1966
- Molière, Den girige, Estocolm 1966
- Dois tratados portugueses inéditos de falcoaria. Livro que fez Enrique emperador d'Alemanha e Livro que fez o mui nobre rei d'Ancos, Estocolm 1966
- Jacques Du Fouilloux, La vénerie. L'adolescence, Estocolm 1967
- Gaston Phébus, Livre de chasse, Estocolm 1971
- (amb Pierre Tucoo-Chala) Gaston Fébus, Livre des oraisons, Pau 1974
- Gaston Phébus, Livre des oraisons. Les prières d'un chasseur, Estocolm 1975
- Reflexer från stormaktstiden. Ur Andreas Julinus brevväxling, Borås 1976